# Cantonul Voves
Cantonul Voves este un canton din arondismentul Chartres, departamentul Eure-et-Loir, regiunea Centru, Franța.

## Comune
| Comune                   | Populație (1999) | Cod poștal | Cod INSEE |
| ------------------------ | ---------------- | ---------- | --------- |
| Allonnes                 | 264              | 28150      | 28004     |
| Baignolet                | 115              | 28150      | 28020     |
| Beauvilliers             | 256              | 28150      | 28032     |
| Boisville-la-Saint-Père  | 702              | 28150      | 28047     |
| Boncé                    | 193              | 28150      | 28049     |
| Fains-la-Folie           | 264              | 28150      | 28145     |
| Germignonville           | 185              | 28140      | 28179     |
| Louville-la-Chenard      | 239              | 28150      | 28215     |
| Montainville             | 334              | 28150      | 28258     |
| Moutiers                 | 218              | 28150      | 28274     |
| Ouarville                | 549              | 28150      | 28291     |
| Pézy                     | 187              | 28150      | 28297     |
| Prasville                | 294              | 28150      | 28304     |
| Réclainville             | 143              | 28150      | 28313     |
| Rouvray-Saint-Florentin  | 179              | 28150      | 28320     |
| Theuville                | 421              | 28360      | 28383     |
| Viabon                   | 248              | 28150      | 28406     |
| Villars                  | 112              | 28150      | 28411     |
| Villeau                  | 113              | 28150      | 28412     |
| Villeneuve-Saint-Nicolas | 102              | 28150      | 28416     |
| Voves                    | 2.928            | 28150      | 28422     |
| Ymonville                | 436              | 28150      | 28426     |